# Montserrat Sastre

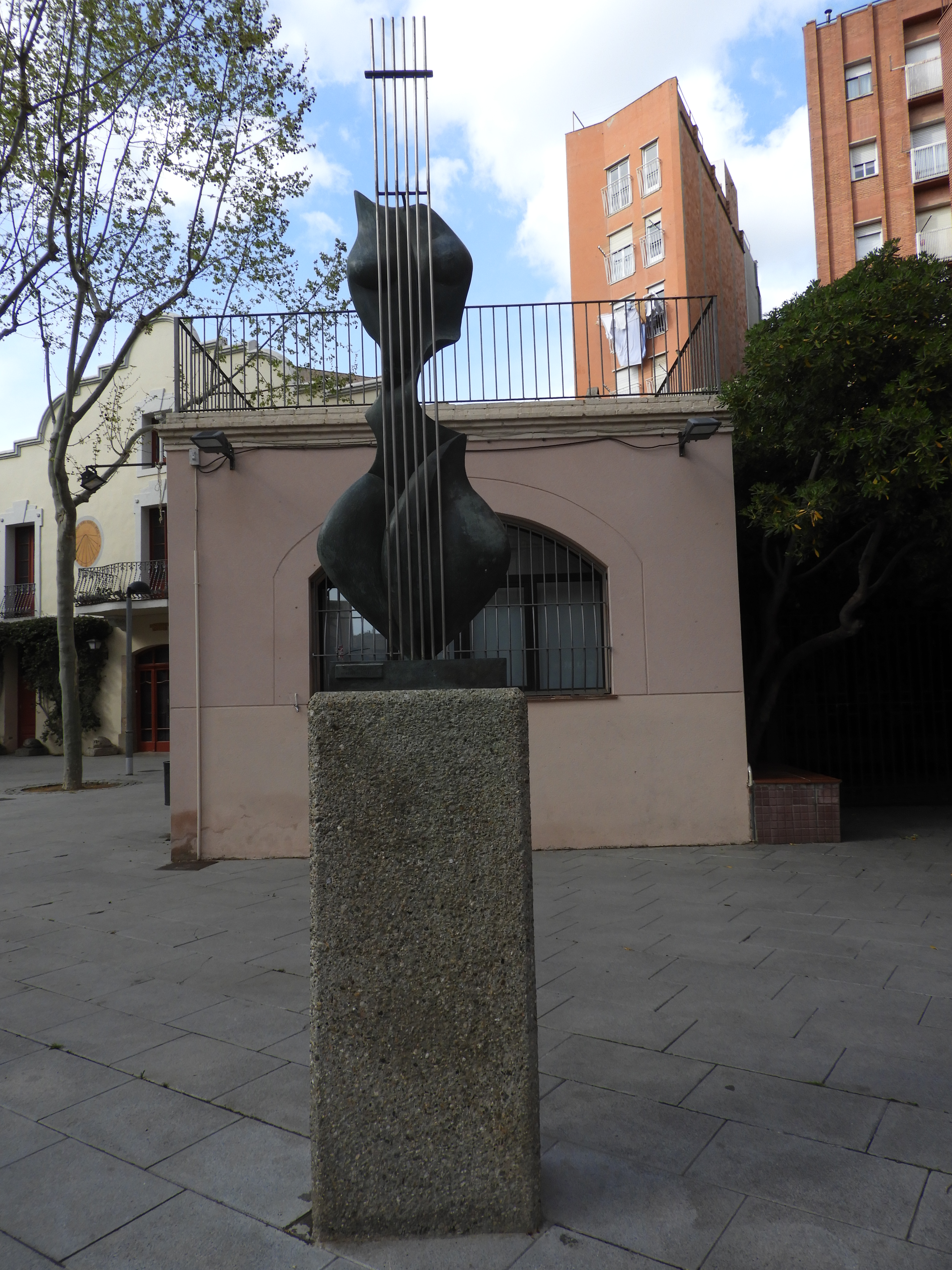
Mujer guitarra (bronce, 1982), ante el Casal Cultural Robert Brillas, en Esplugas de Llobregat.

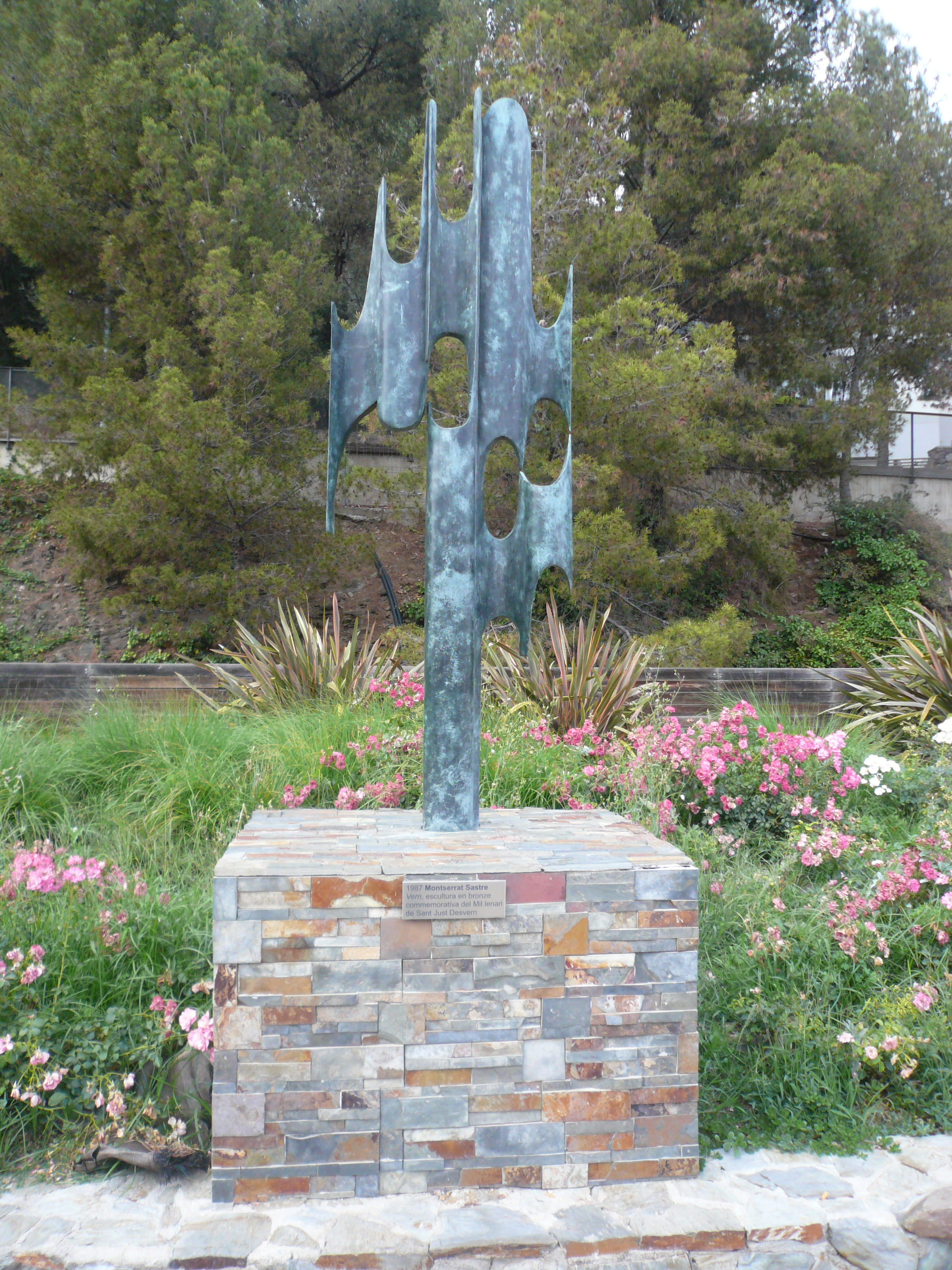
Vern, un bronce del 1986, en el Parque del Milenario de Sant Just Desvern.

Montserrat Sastre Planella (Barcelona, noviembre de 1948) es una escultora y ceramista española, fundadora de la Escuela Municipal de Cerámica de Esplugas de Llobregat en 1975. Reside en Sant Just Desvern.

## Biografía
Inició su formación artística en 1968 en la Escuela del Trabajo de la Diputación de Barcelona y continuó en la Escuela de Artes y Oficios de la Generalidad de Cataluña, donde conoció a la también ceramista Angelina Alós. Entre 1968 y 1971 trabajó al taller de cerámica de F. Ferrando en Vallvidrera. En 1971 fija su taller de cerámica y escultura en Sant Just Desvern; ese mismo año hizo su primera exposición individual en el Estudio de Arte de Radio Barcelona. El 1975 fundó la Escuela Municipal de Cerámica de Esplugues de Llobregat, de la cual fue directora y maestra hasta su jubilación. Su obra, que partió del barro, fue incorporando muchos más materiales, como por ejemplo hierro, madera, bronce, resina y mármol. Su técnica más habitual es la talla de madera.
Es una artista polifacética que ha trabajado numerosas técnicas y materiales, tanto en escultura como en cerámica, así como joyería y bisutería, aunque tiene preferencia por la talla de madera. El estilo de las esculturas tiende a estar a medio camino de la abstracción y la concreción, entre la alegoría y la realidad artística, y  predominan las líneas estilizadas.
Sastre tiene obras en varios parques y centros del área metropolitana barcelonesa, entre otros lugares. Entre las esculturas de interés están las ubicadas en el Museo del Barça, por ejemplo, hay una obra suya, Órbitas centenarias (plancha de hierro pintada), de 1999, y también la escultura Estela (oxi-corten, de 1987), con la que ganó el premio del II Bienal de arte del Fútbol Club Barcelona. Así como "Dona Guitarra" (bronce, de 1982), delante  del Casal Cultural Robert Brillas, en Esplugues de Llobregat o "Vern", un bronce del 1986, sita en el Parc del Mil·lenari de Sant Just Desvern.
En Edifici Waldem 7 de Sant Just Desvern, tiene la escultura "Arbreda" (Ferro, de 2020). Últimamente este año 2023 en el Plaza 8 de Març en Sant Joan Despí, se instaló la obra titulada "Dones".
También hay obras suyas  en los Hospitales: Moisés Broggi (Sant Joan Despí), Institut Català de la Salud (Barna), Hospital de Bellvitge y Duran i Reinals (Hospitalet de Llobr.) Germans Trias i Pujol (Badalona), y residencias La Mallola, Felix Llobet y Hospital de Sant Joan de Deu (estas últimas en Espluguеs de Llobr.)